# Lumbrineris maxillosa
Lumbrineris maxillosa är en ringmaskart som beskrevs av Ehlers 1918. Lumbrineris maxillosa ingår i släktet Lumbrineris och familjen Lumbrineridae. Inga underarter finns listade i Catalogue of Life.